# Simon Goossens
Simon Goossens (15 de junio de 1893 - 18 de octubre de 1964) fue un escultor belga.

## Vida
Obtuvo una medalla de plata en la competición de escultura de los Juegos Olímpicos de Amberes  del año 1920. Fue superado por su compatriota Albéric Collin (oro) y superó al también belga Alphonse de Cuyper (bronce).